# Bierawa (gemeente)
De gemeente Bierawa is een gemeente in powiat Kędzierzyńsko-Kozielski (Opole).

## Plaatsen
- Bierawa
- Brzeźce
- Dziergowice
- Goszyce
- Grabówka
- Korzonek
- Kotlarnia
- Lubieszów
- Ortowice
- Solarnia
- Stara Kuźnia
- Stare Koźle